# Château de la Perrière
Le château de la Perrière est un édifice datant du XVIIe siècle, construit par la famille Goddes de Varennes sur une ancienne demeure seigneurale médiévale. Le château est depuis 1982, propriété de la ville d'Avrillé. Le château est inscrit aux Monuments historiques depuis 1965 et certaines parties sont même classées depuis 1983.

## Historique
L’édifice actuel date du XVIIe siècle. Il fut édifié, sur les structures d'une ancienne demeure seigneurale du XIIIe siècle, par la riche famille Goddes de Varennes qui en fit l'acquisition en 1603. François Goddes de Varennes (1643†1701) acheva en 1699 l’agrandissement du château que son père Charles-François Goddes de Varennes (1593†1680) avait fait réaliser.
La propriété resta entre les mains de cette famille Goddes de Varennes jusqu'au début du XIXe siècle, puis changea de patronyme tout en restant dans le giron familial, jusqu'au XXe siècle.
La municipalité d'Avrillé créa une Société d'économie mixte, chargée de la restauration et de la gestion du château et de ses dépendances et qui a été chargé de l'expropriation illégale des propriétaires en 1982.
Les travaux de restauration, supervisés par les architectes des Monuments Historiques, durèrent 26 ans et s'achevèrent en 2008.

## Caractéristiques
Le château est constitué de deux ailes, dont l'une, portant les armoiries des Goddes de Varennes, donne sur la cour d'honneur et l'entrée de la propriété ; l'autre donnant sur une terrasse ouvrant sur un parc en direction de la rivière de la Mayenne.
À l’arrière du château, une chapelle se dresse face à l’orangerie autour d'une cour intérieure.

## Nouvelle destinée
Le château de la Perrière est aujourd'hui un lieu de restauration et d’événements professionnels et familiaux tels que les séminaires d'entreprise ou alors des mariages, des anniversaires ou tout autres événements.
En 1988, est créé sur le parc du domaine, un golf.
Le 30 août 2018, le château et le golf sont vendus au milliardaire américain Zaya Younanun, propriétaire d'un groupe d'hôtellerie de luxe.

## Galerie

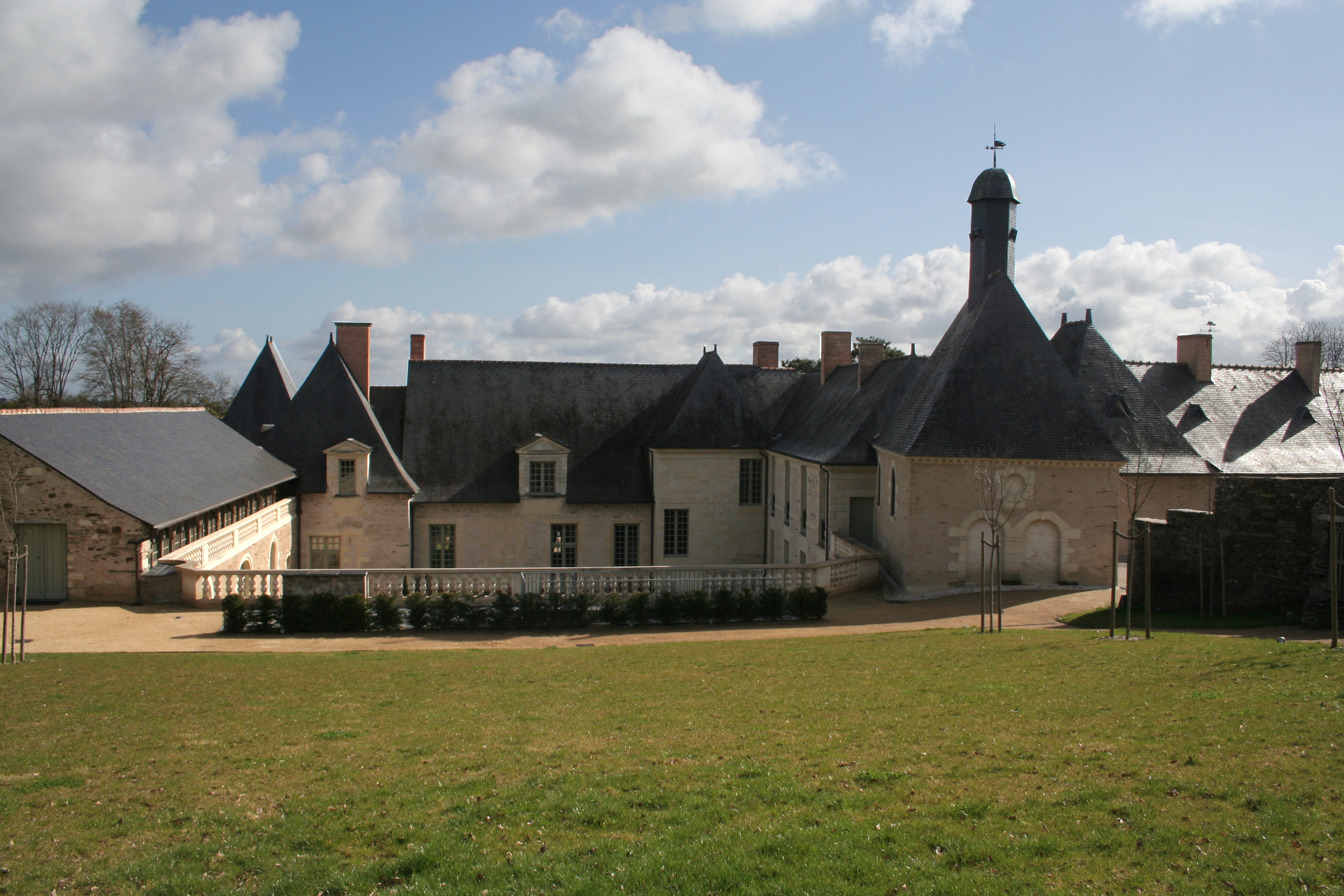
La chapelle
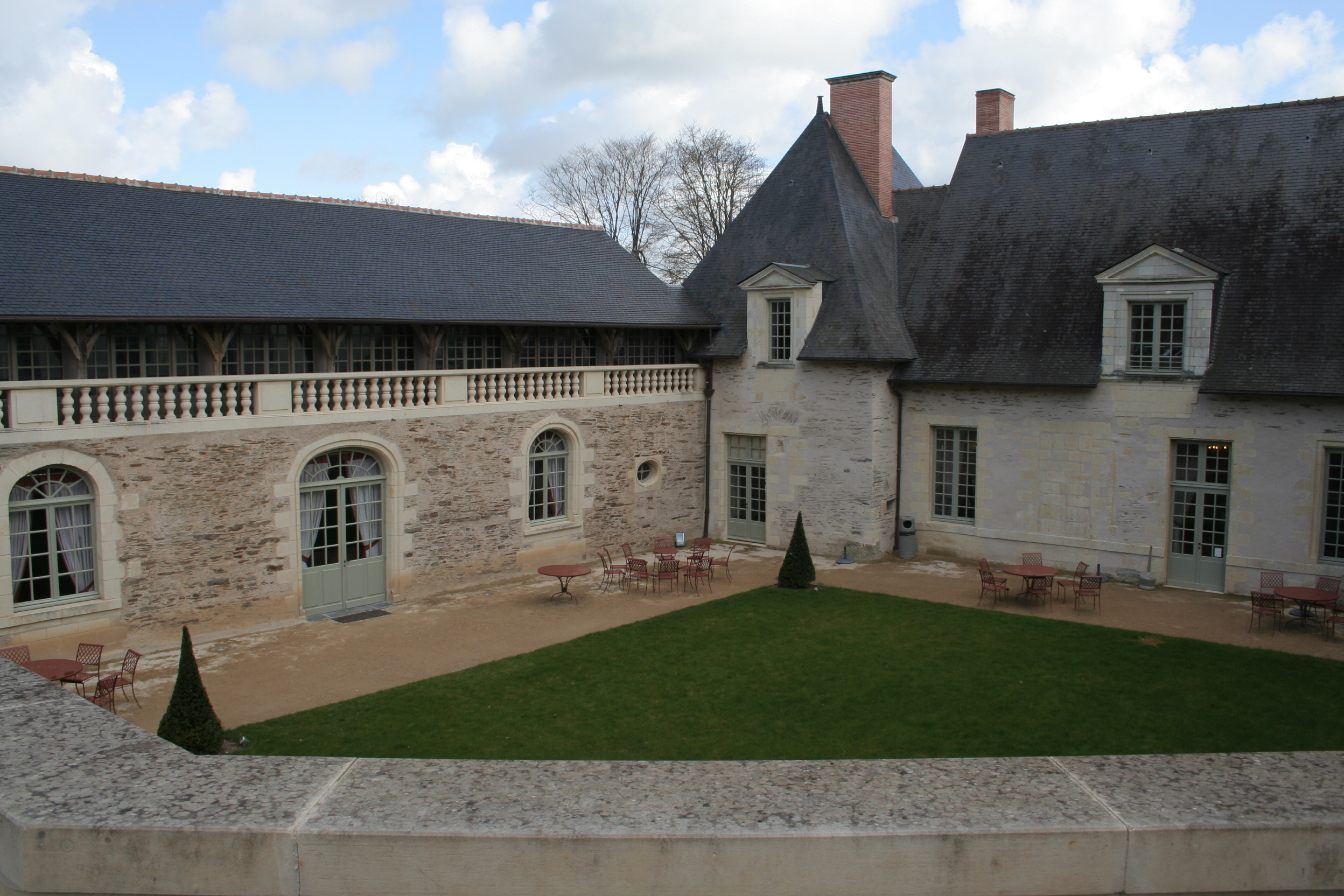
La cour intérieure
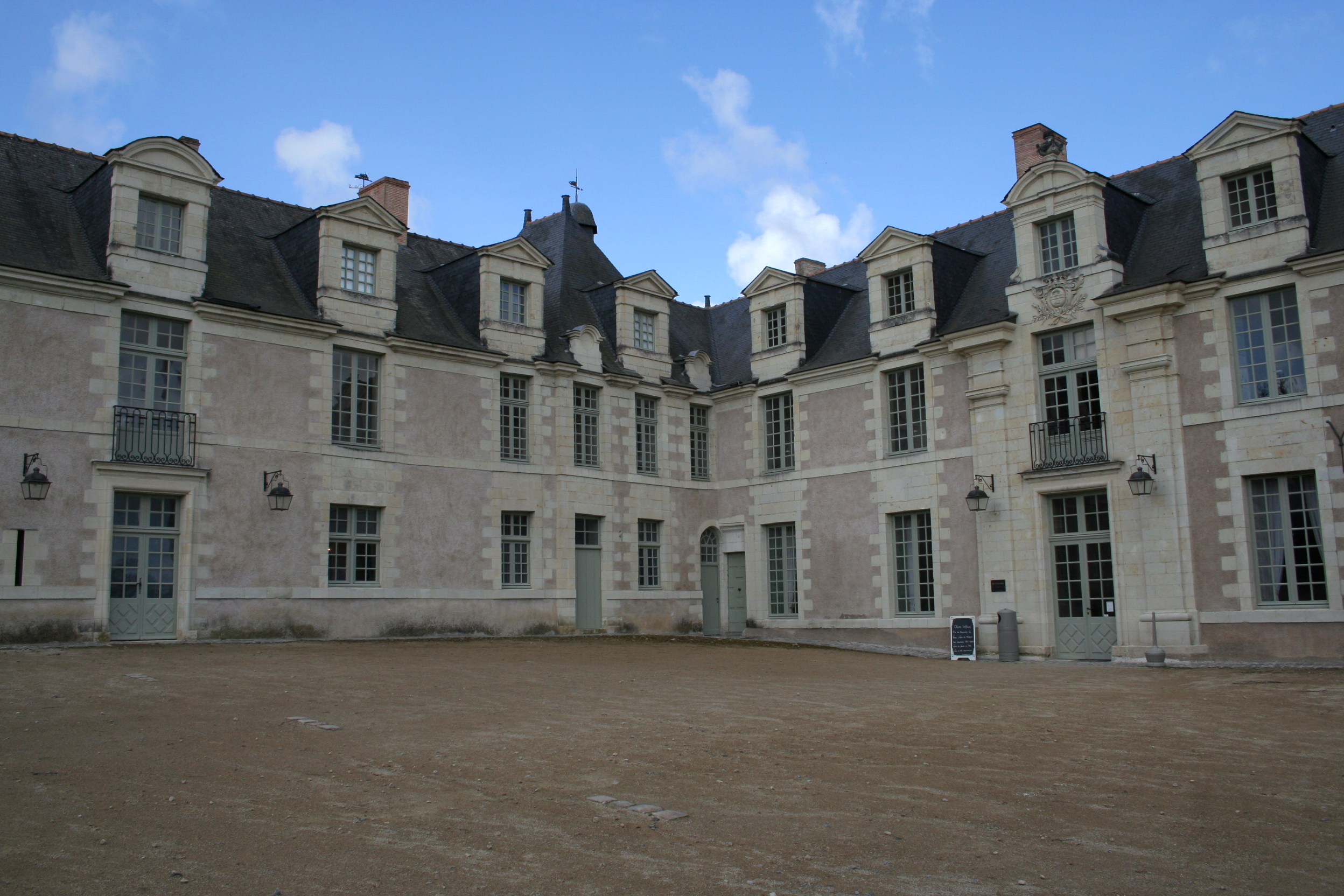
Façades intérieures
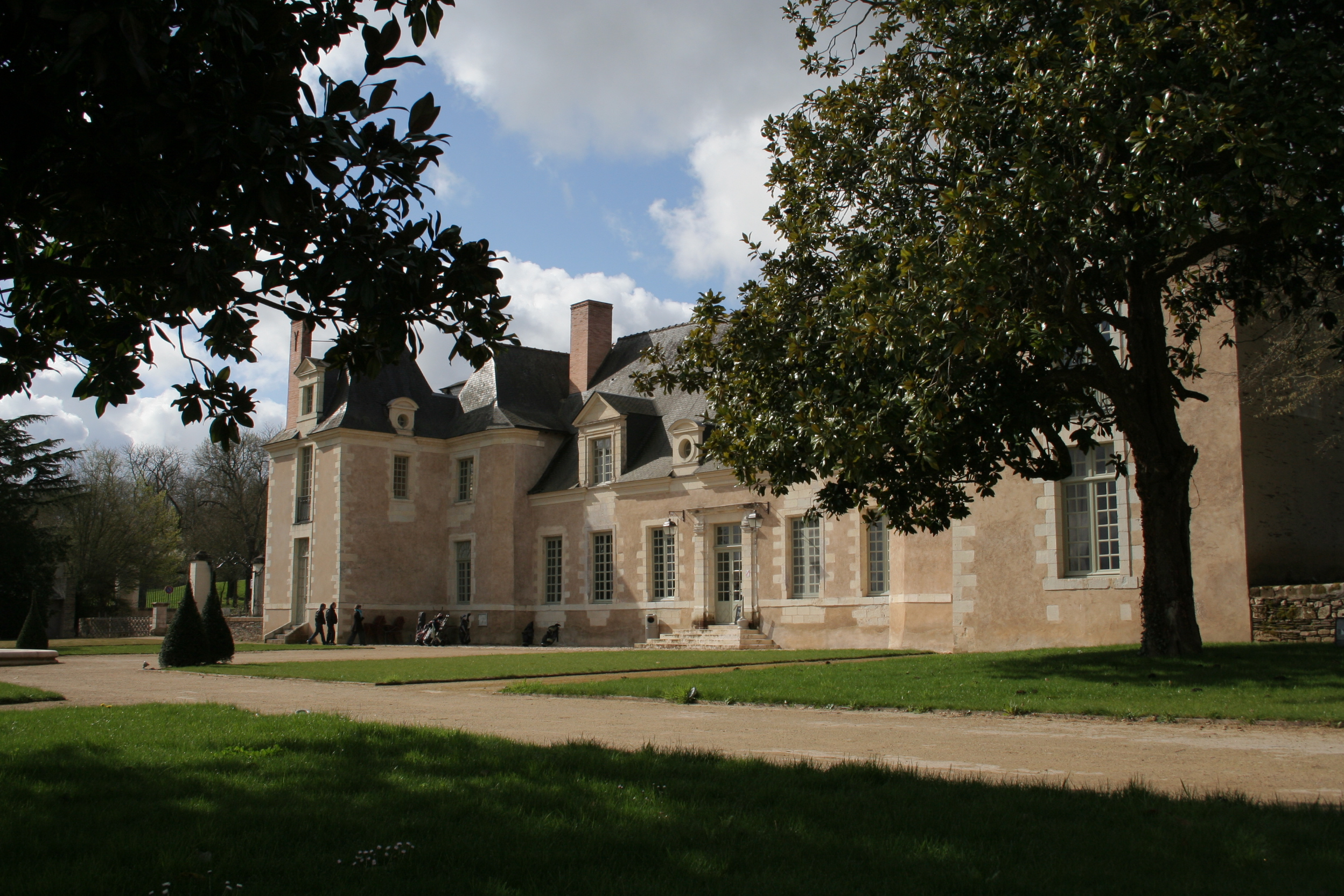
Façades extérieures
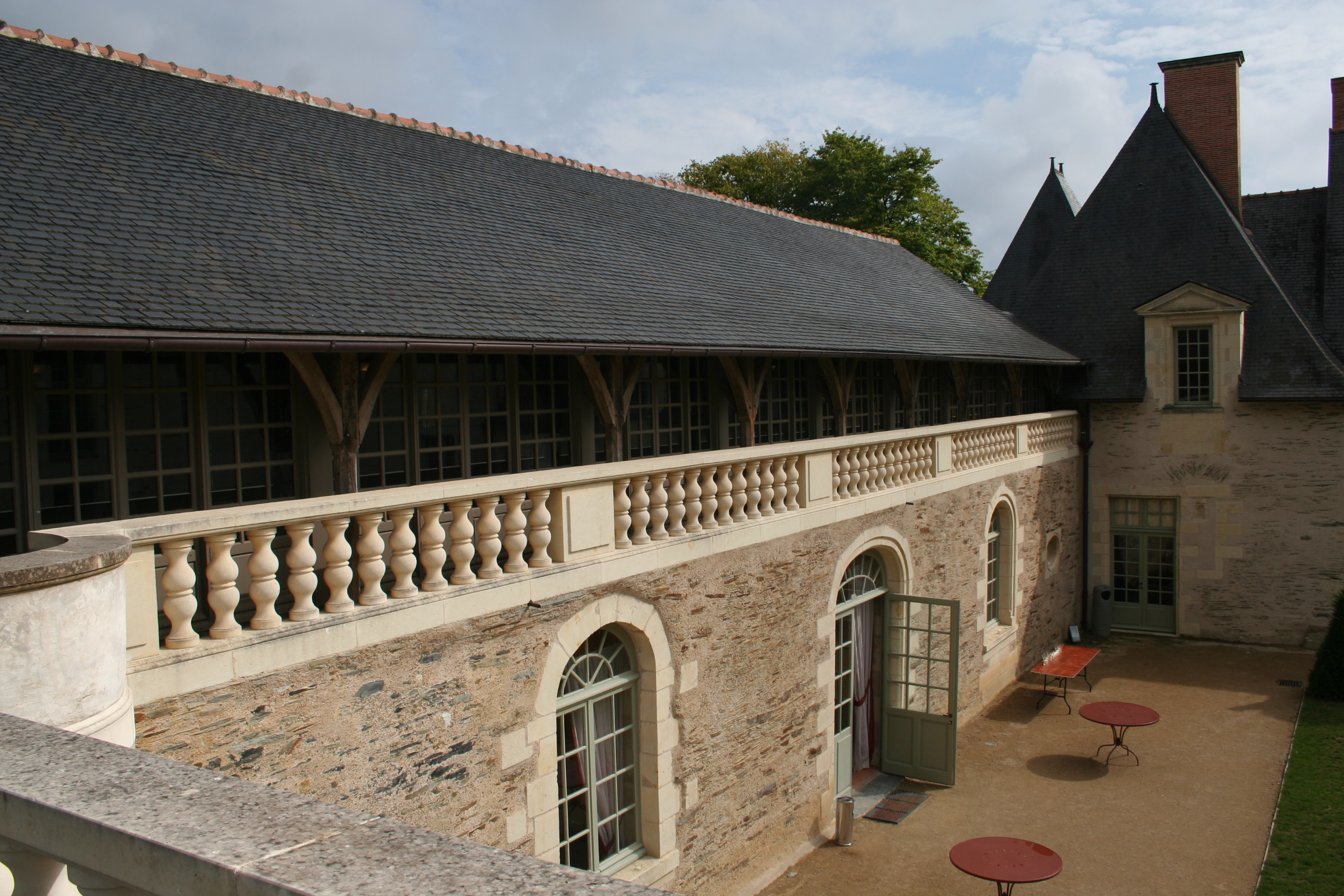
Cour arrière
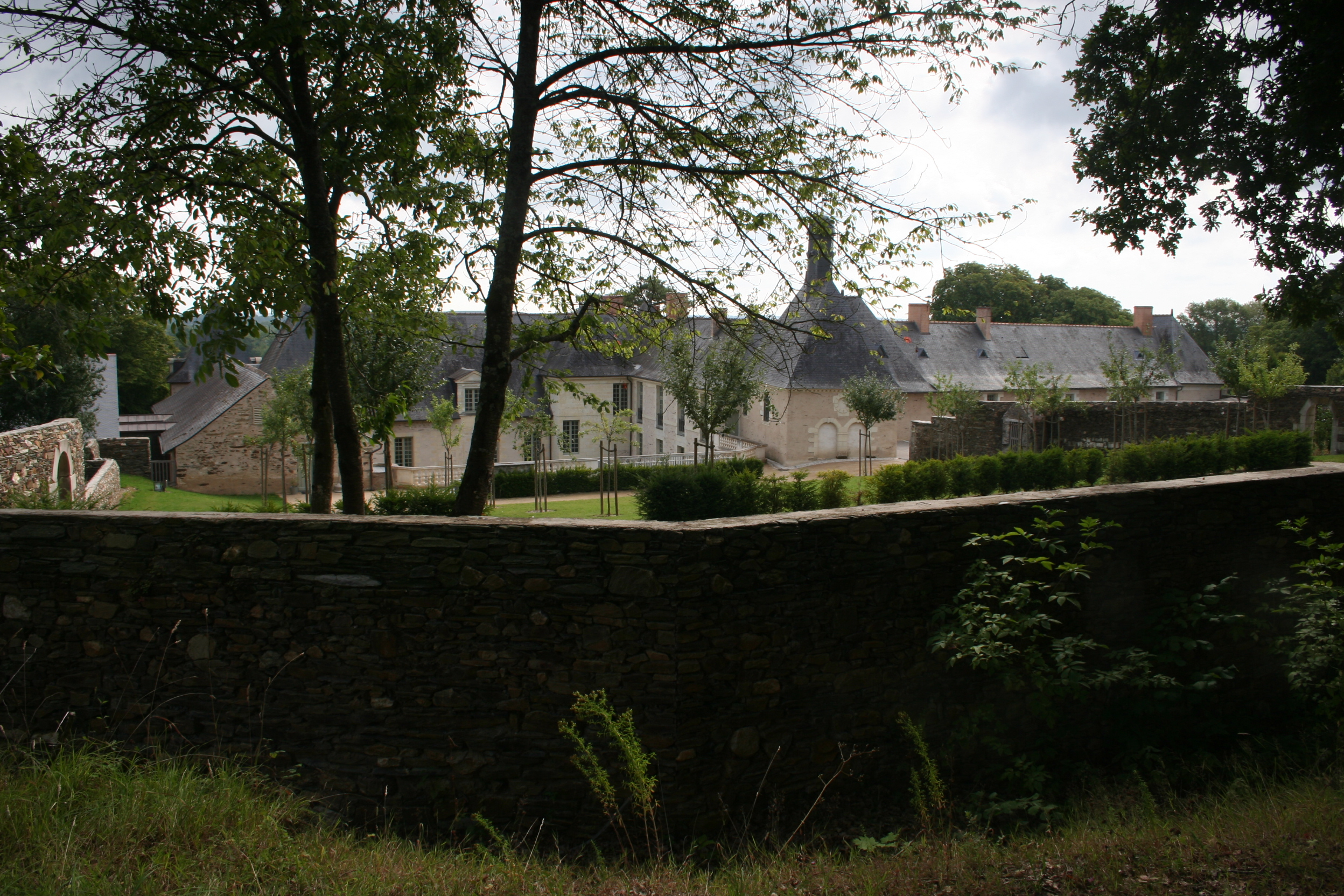
Mur d'enceinte